# Milan Bezděk
Milan Bezděk (25. března 1928, Brno – 22. prosince 2009, Litoměřice) byl český římskokatolický kněz, kaplan Jeho Svatosti a v letech 1990 až 1996 generální vikář litoměřické diecéze.

## Život

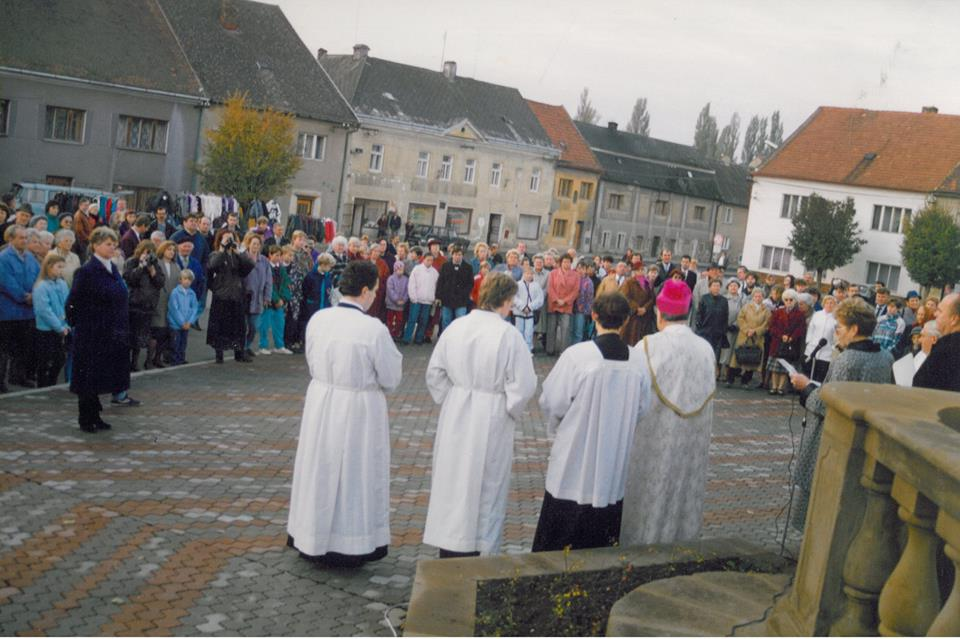
Generální vikář Milan Bezděk (v pluviálu s biretem) v Hoštce při místním posvícení. (u mikrofonu stojí starostka obce Anna Podpěrová, vlevo administrátor farnosti in materialibus M. Šantin, 1994)

Nejprve pracoval v úřednických a dělnických profesích – jako úředník Městského národního výboru v Brně (1945–1948), pomocný dělník ve Zbrojovce v Brně-Líšni (1948–1949) a provozní účetní Pozemních staveb Brno (1949–1956 s výjimkou let 1950–1953, kdy absolvoval základní vojenskou službu u pomocných technických praporů). Při zaměstnání vystudoval obchodní akademii. V letech 1956 až 1962 vystudoval Cyrilometodějskou bohosloveckou fakultu v Litoměřicích, kde byl následně 24. června 1962 vysvěcen na kněze.
Svou kněžskou dráhu začal jako farní vikář v Žatci (od 31. července 1962, později se stal administrátorem ve Staňkovicích (od roku 1964) a následně v Lovosicích (od roku 1966), odkud spravoval excurrendo také farnost Prackovice nad Labem
V roce 1970 mu litoměřický biskup Štěpán Trochta udělil privilegiem nosit synodalie a expositorium (latinsky cum iure synodalium et expositorii canonicalis).
Od roku 1974 se stal sekretářem litoměřického vikariátu. V roce 1978 byl ustanoven administrátorem v Lounech, kde zůstal dvanáct let a odkud také excurrendo spravoval farnosti Chožov a Obora.
Státní bezpečnosti (StB) se nepodařilo Bezděka získat za spolupracovníka.
V březnu 1990 jej biskup Koukl jmenoval kanovníkem Katedrální kapituly u sv. Štěpána v Litoměřicích s kanonikátem königseggovským I. S účinností od 1. července 1990 byl jmenován generálním vikářem litoměřické diecéze. V té době se u něj ovšem poprvé začaly výrazně projevovat zdravotní obtíže. Později se stal také prezidentem Diecézní charity Litoměřice. Kvůli svému zdravotnímu stavu byl z funkce generálního vikáře k 1. prosinci 1996 na vlastní žádost uvolněn.
V roce 1997 se stal výpomocným duchovním ve farnosti Terezín a od března 1998 vykonával rovněž funkci biskupského vikáře litoměřické diecéze pro církevní školství. Od září 1998 působil jako farář ve farnosti u sv. Štěpána v Litoměřicích a v listopadu 2000 byl jmenován také děkanem litoměřické kapituly, jímž zůstal až do své smrti. Ze zdravotních důvodů byl 15. listopadu 2003 uvolněn z funkce faráře a k 31. srpnu 2007 rezignoval také na úřad prezidenta litoměřické Diecézní charity, až do konce života byl však k dispozici jako zpovědník. Jako cukrovkáři mu byly zčásti amputovány obě nohy a 22. prosince 2009 v litoměřické nemocnici zemřel. Po posledním rozloučení byl 30. prosince 2009 pohřben do kanovnické hrobky na hřbitově v Litoměřicích.